# Creu Victòria
La Creu Victòria (Victoria Cross o VC en anglès) és la condecoració més alta i prestigiosa de les Forces Armades britàniques, i té preeminència per davant de totes les altres distincions al Sistema d'Honors Britànic. És atorgada per extraordinaris actes de valentia davant l'enemic. Va ser introduïda el 1856 per la Reina Victòria, i s'ha concedit en 1.356 cops.
Pot ser atorgada a qualsevol rang i en qualsevol servei, i també poden rebre-la els civils sota comandament militar. La concessió ha d'aparèixer a la Gaseta de Londres. Una segona condecoració s'indica mitjançant una barra a la medalla i una segona creu sobre el galó. Llavors se cita com "VC and Bar". En la seva creació es va fer retrospectiva el 1854 per reconèixer les accions de valentia durant la Guerra de Crimea de 1854-55. La primera cerimònia de concessió va ser el 26 de juny de 1857. S'han concedit més de 1350 vegades, i només 3 persones l'han guanyada 2 cops (Noel Chavasse, Arthur Martin-Leake, ambdós del Royal Army Medical Corps, i el neozelandès Charles Upham). També va ser concedida el 1921 a la Tomba del Soldat Desconegut a la I Guerra Mundial dels Estats Units (recíprocament, la tomba britànica rebé la Medalla d'Honor americana).
Originalment no podia ser concedida pòstumament, ni tampoc a tropes índies o africanes, però aquestes disposicions caigueren al segle xx, i es permeté que la rebessin tots els soldats al servei de la Corona (el primer indi a rebre-la fou Khudadad Khan, el 1914). Durant el segle xx, aproximadament només el 10% dels receptors de la VC han sobreviscut a l'acció per la qual la van rebre.
El 16 de novembre de 1857, durant l'auxili de Lucknow se n'atorgaren 24: ha estat el dia en què se n'han atorgat més. Per una simple acció fou al Rorke's Drift el 22 de gener del 1879, amb 11 VC. La I Guerra Mundial ha estat el conflicte en què ha estat més cops atorgada, amb 634.
L'Oficial de Vol Lloyd Allan Trigg, de Nova Zelanda, és l'únic receptor de la VC per recomendació de l'enemic, el capità del submarí alemany que havia enfonsat, al no haver d'altres testimonis aliats. El Tinent-Comandant Gerard Broadmead Roope també la rebé per recomanació de l'enemic, el capità de l'Admiral Hipper, però també tenia molts testimonis aliats.
La major part del bronze emprat per fer-les ha provingut d'uns canons russos capturats al Setge de Sebastòpol, excepte durant la I Guerra Mundial, en què es va emprar bronze de canons capturats als xinesos durant la Rebel·lió dels Bòxer. Es troba emmagatzemat al Royal Artillery Barracks a Woolwich i pel Royal Logistic Corps a Donnington, Telford. El 1856 la Reina Victòria diposità una VC a la 1a. pedra de l'Hospital de Netley. Quan l'hospital es demolí el 1966, es diposità a l'Army Medical Services Museum.
Si bé els països de la Commonwealth han desenvolupat el seu propi sistema d'honors, la majoria encara reconeixen la VC com la màxima condecoració a la valentia en combat. Els receptors de la VC reben una pensió anual: des del 2002, aquesta és de £1.495 anuals.

## Disseny
Consisteix en una creu patté daurada de 35mm d'amplada. Al mig hi ha el tradicional lleó anglès, sobre la corona imperial britànica. A sota hi ha una cinta amb la inscripció "For Valour" (Al Valor).
Penja d'un galó grana de 38mm d'ample. Quan només es porta el galó, porta una petita creu al mig.
La Royal Navy portava el galó blau fins a 1918.